# ライヴ・アット・リヴァー・プレート (AC/DCのアルバム)
『ライブ・アット・リヴァー・プレート』（Live at River Plate）は、オーストラリア出身のハード・ロックバンドAC/DCが2012年に発表したライブ・アルバムである。

## 解説
2008年から2010年まで行われた「ブラックアイスワールドツアー」のアルゼンチン・ブエノスアイレス公演の模様が収録されている。エスタディオ・モヌメンタル・アントニオ・ベスプチオ・リベルティで行われた、このブエノスアイレス公演は3日間で20万人以上を動員した。

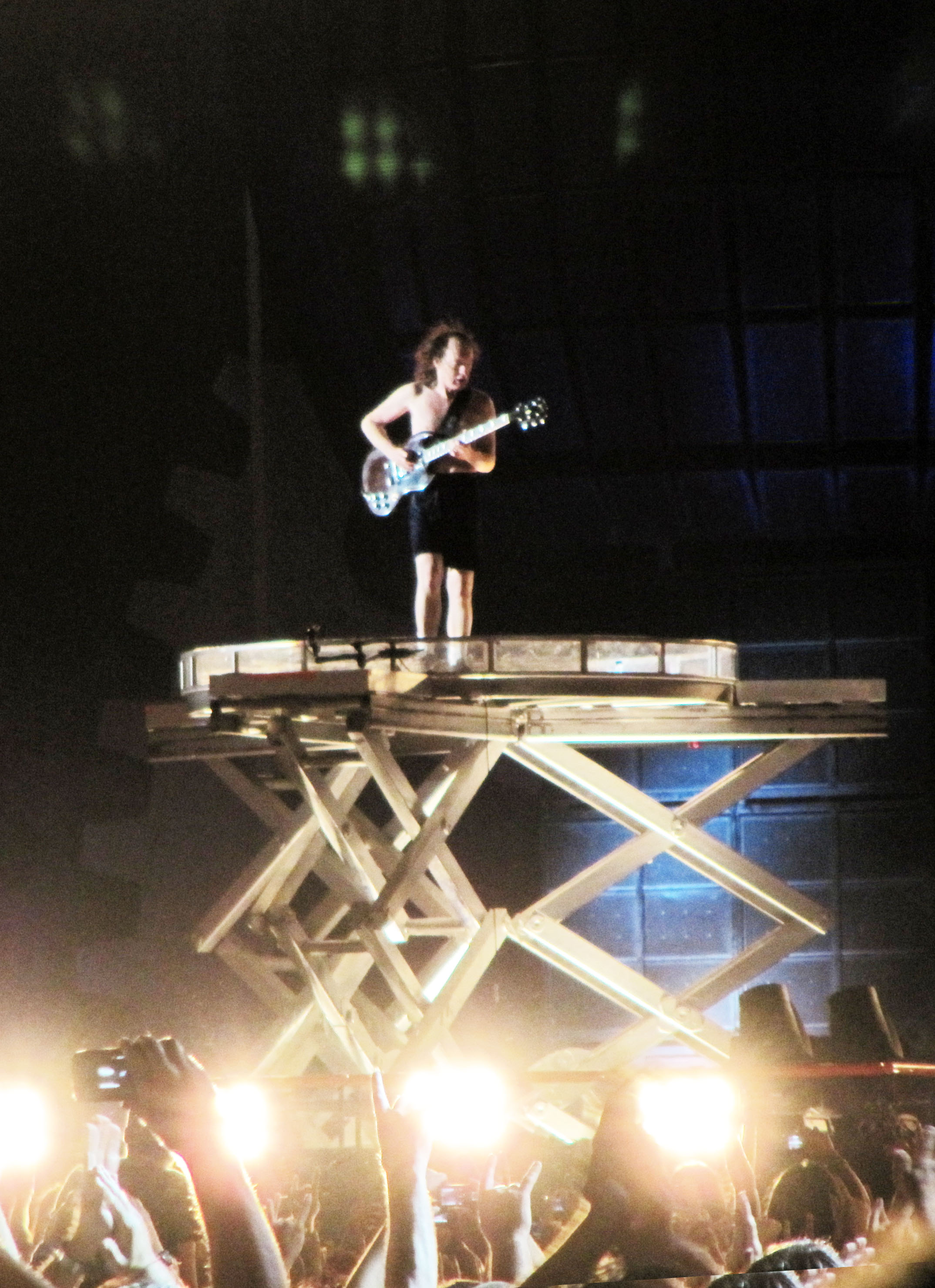
収録されているブエノス・アイレス公演にて

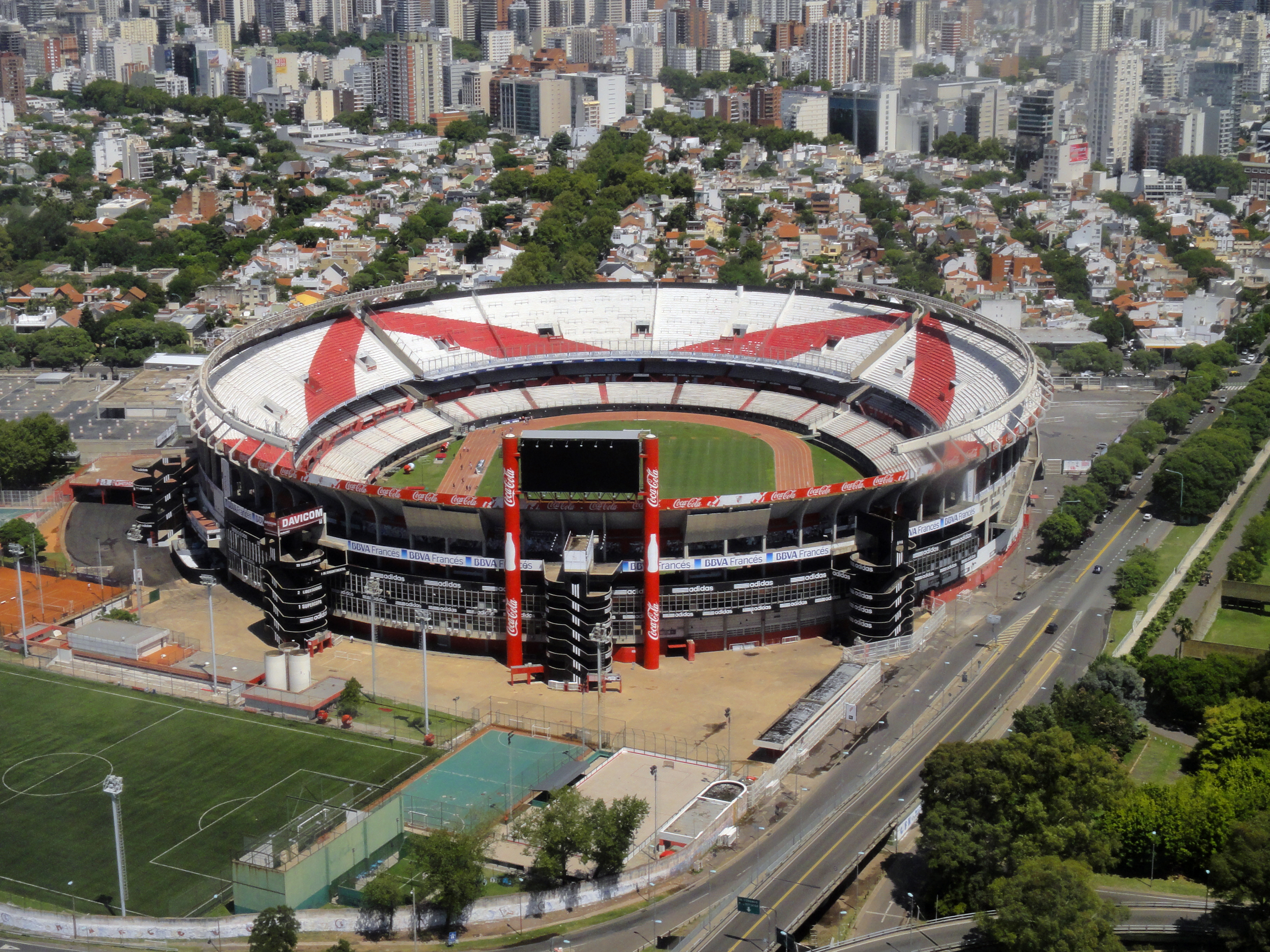
会場のエスタディオ・モヌメンタル・アントニオ・ベスプチオ・リベルティ

## 収録曲
ディスク1
1. 暴走/列車 - "Rock 'n' Roll Train" - 4:41
2. 地獄は楽しい所だぜ - "Hell Ain't a Bad Place to Be" - 4:27
3. バック・イン・ブラック - "Back in Black" - 4:14
4. 爆弾ジャック - "Big Jack" - 4:07
5. 悪事と地獄 - "Dirty Deeds Done Dirt Cheap" - 4:58
6. ショット・ダウン - "Shot Down in Flames" - 3:47
7. サンダーストラック - "Thunderstruck" - 5:32
8. 悪魔の氷 - "Black Ice" - 3:43
9. ジャック - "The Jack" - 10:11
10. 地獄の鐘の音 - "Hells Bells" - 5:37

ディスク2
1. スリルに一撃 - "Shoot to Thrill" - 5:55
2. 戦闘マシーン - "War Machine" - 3:39
3. ドック・イート・ドッグ - "Dog Eat Dog" - 5:09
4. 狂った夜 - "You Shook Me All Night Long" - 4:01
5. T.N.T. - "T.N.T." - 3:57
6. ホール・ロッタ・ロジー - "Whole Lotta Rosie" - 5:57
7. ロック魂 - "Let There Be Rock" - 18:05
8. 地獄のハイウェイ - "Highway to Hell" - 4:43
9. 悪魔の招待状 - "For Those About to Rock (We Salute You)" - 7:44

## 参加ミュージシャン
- ブライアン・ジョンソン - ボーカル
- アンガス・ヤング - リードギター
- マルコム・ヤング - リズムギター、バッキング・ボーカル
- クリフ・ウィリアムズ - ベース、バッキング・ボーカル
- フィル・ラッド - ドラムス、パーカッション